# Vance McDonald
Vance Corman McDonald (Beaumont, 13 giugno 1990) è un ex giocatore di football americano statunitense che ha militato nel ruolo di tight end nella National Football League (NFL). Al college ha giocato a football alla Rice University.

## Carriera professionistica

### San Francisco 49ers
MCDonald fu scelto nel corso del secondo giro (55º assoluto) del Draft NFL 2013 dai San Francisco 49ers. Debuttò come professionista nella vittoria della settimana 1 sui Green Bay Packers in cui ricevette un passaggio da 25 yard da Colin Kaepernick. La sua stagione da rookie si concluse con 119 yard ricevute in 15 presenze, di cui 4 come titolare.
Nella pre-stagione 2014, McDonald divenne il primo giocatore della storia dei 49ers a segnare un touchdown nell'appena inaugurato Levi's Stadium. Nella sua seconda stagione regolare disputò 8 gare (4 come titolare), con 2 ricezioni per 30 yard.

### Pittsburgh Steelers
Il 29 agosto 2017, i 49ers scambiarono McDonald e una scelta del quinto giro del Draft 2018 Pittsburgh Steelers in cambio della scelta del quarto giro degli Steelers. Si ritirò dopo la stagione 2020.